# Аруна (хетська міфологія)
Аруна (хетт. Aruna "море", "океан") — бог моря, уособлений світовий океан у хетській міфології. Син Камрусепи, богині цілительства та чар.
Як правило, згадується наприкінці перерахувань божеств пантеону. Зберігся міф часів Давньохетського царства, що розповідає про те, як Аруна посварився з людьми і привів до себе бога сонця. Бог грози послав Телепінуса, бога родючості, щоб повернути сонце. Аруна, злякавшись, повернув бога сонця і віддав за дружину Телепінусу свою дочку. Відомий і пізніший варіант цього міфу, переведений з хуррітського, згідно з яким не Аруна веде бога сонця, а бог сонця сам приходить у гості до Аруни.
Ім'я Аруна д.-інд. arṇava «хвиля, море, океан».